# Andrzej Szarmach
Andrzej Szarmach, född 10 maj 1950 i Gdansk, Polen, är en polsk för detta elitfotbollsspelare.
Szarmach var centerforward i polska landslaget och gjorde fem mål i VM 1974, där Polen tog brons. Två år senare gjorde han nio mål när Polen tog silver vid OS i Montréal 1976. Han blev då utsedd till turneringens bäste spelare. Totalt gjorde Szarmach 32 mål på 61 landskamper för Polen. Mellan 1980 och 1985 spelade han i franska AJ Auxerre och gjorde då 94 mål. Efter en kort tid i Guingamp, påbörjade han en tränarkarriär i Frankrike, först i Clermont-Ferrand och senare i Châteauroux i den franska andradivisionen.